# Villaverde de Íscar
Villaverde de Íscar település Spanyolországban, Segovia tartományban. Villaverde de Íscar Coca, Villeguillo, Llano de Olmedo, Aguasal, Pedrajas de San Esteban, Íscar és Fuente el Olmo de Íscar községekkel határos. Lakosainak száma 593 fő (2024).

## Népesség
A település népessége az elmúlt években az alábbi módon változott:
| Lakosok száma | 710  | 687  | 682  | 737  | 685  | 638  | 615  | 604  | 577  | 593  |
|               | 2001 | 2004 | 2007 | 2009 | 2012 | 2014 | 2017 | 2019 | 2022 | 2024 |